# 1899年哲學
1899年哲學事件

## 著作
- 西格蒙德·弗洛伊德, 《夢的解析》
- 托斯丹·范伯倫, 《有閒階級論》[1]
- 海因里希·李凯尔特, 《文化和自然科學》（原名為德語：Kulturwissenschaft und Naturwissenschaft）

### 哲學文學
- 约瑟夫·康拉德, 《黑暗的心》[2]

## 出生
- 5月8日 - 弗里德里希·哈耶克 奧地利出生的英國經濟學家和政治哲學家家，主要貢獻有自發性秩序和否定社會正義的思想，死於1992。
- 9月20日 - 列奥·施特劳斯 德裔美國政治哲學家，主要從事古典哲學，死於1973。